# Papio cynocephalus
El papión o  babuino amarillo (Papio cynocephalus) es una especie de primate catarrino de la familia Cercopithecidae que habita en las sabanas y bosques del África central, desde  Kenia y Zimbabue hasta Botsuana y Tanzania.
Es de menor porte que Papio anubis, especie del mismo género que comparte buena parte de su hábitat, generando incluso núcleos de ejemplares híbridos.
El origen del nombre cynocephalus (del griego antiguo κυνοκἐφαλος ), cuya aplicación se atribuye a Aristóteles, significa literalmente «cabeza de can», y alude a su hocico ancho y grande, vagamente parecido al de un perro.

## Morfología

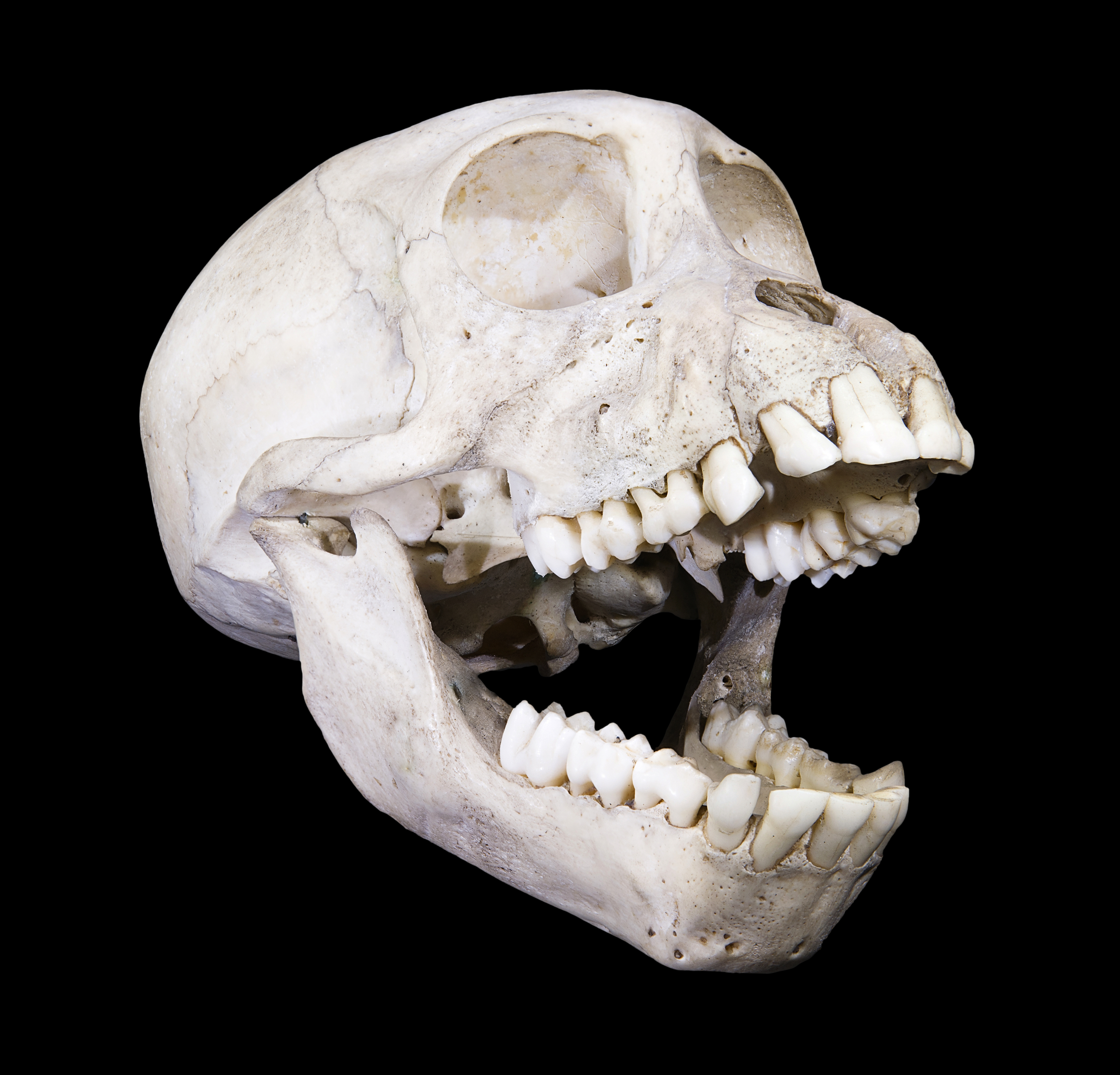
Cráneo

El morro del animal es negro, y la denominación común de "babuino amarillo" se debe a la presencia de una pelusa amarilla o castaña que recubre gran parte del cuerpo, a excepción de la superficie interna de los brazos, las mejillas y un sector de la cara interior de los muslos que son de color blanco. 
Presenta además una protuberancia negra sobre el hueso ilíaco. La morfología general es esbelta, con las extremidades superiores más largas que las inferiores, y una cola de longitud equivalente al cuerpo. 

Simia quadrupedum sola expers est caudae, ridicula imitatrix operum humanorum; uti et cercopithecus; nec non cynocephalus, hominis corpore, canina facie, et quae Genetha dicitur felis.
Giovanni Pierio Valeriano Bolzanio (1477-1558), Hieroglyphica lib. 6. c. 11.

La especie se caracteriza por un marcado dimorfismo sexual: los machos tienen una altura promedio de 120 cm y un peso de 25 kg mientras que las hembras miden hasta 98 cm y pesan no más de 11 kg. Los machos tienen además colmillos más largos y aguzados que los de la hembra. 
La gestación de las crías dura ciento sesenta días, y la camada es por lo general de un solo cachorro. La pelusa del babuino recién nacido presenta colores diversos según la subespecie, comienza a mudar a los tres meses, y alcanza la coloración típica de los adultos alrededor del sexto mes. 
La longevidad de la especie es de aproximadamente treinta años.

## Comportamiento

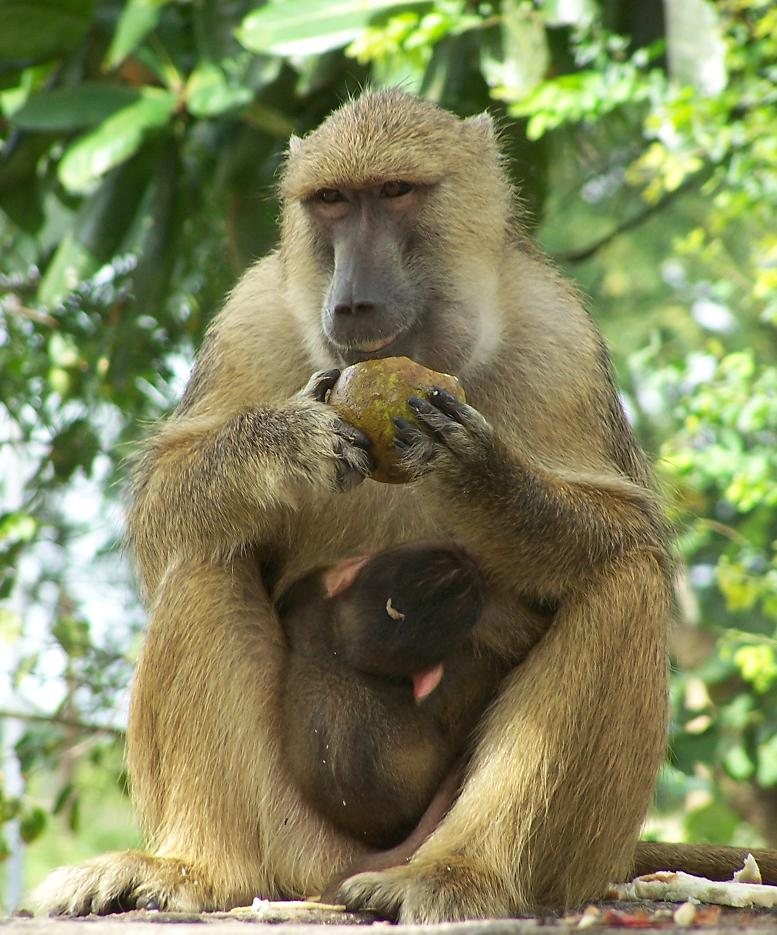
El pelaje de la cría de P. c. cynocephalus es negro.

La especie vive en grupos variables de cinco a dosciento cincuenta ejemplares, organizados según un complejo modelo jerárquico. Transcurren buena parte del día dedicados a actividades sociales, especialmente el «espulgue», es decir, la limpieza mutua de parásitos de la piel, acción que refuerza los lazos sociales. No son extraños los encuentros agresivos entre machos, que se amenazan mostrando sus colmillos.
Los babuinos son omnívoros, con preferencia por la fruta, follaje y brotes de acacia, huevos de aves, insectos, hormigas, gusanos y termitas. También se alimentan de escarabajos y pequeños vertebrados, reptiles y aves, e incluso otros  primates de pequeño tamaño como Chlorocebus aethiops y Galago senegalensis. Son hábiles excavadores para buscar tubérculos, raíces y bulbos.
Sus hábitos son tanto terrícolas como arborícolas: transcurren la mayor parte del día sobre el terreno, pero al llegar la noche se retiran a las ramas de los árboles. Cuando forman grupos numerosos se distribuyen en varios árboles vecinos. Una de las razones de esta conducta es la protección contra los predadores nocturnos.  
Sus principales predadores son el hombre y el leopardo, temible por su capacidad de trepar los mismos árboles donde se refugian. Otros predadores ocasionales son el león, la hiena, el chacal, el guepardo, el serval y la serpiente pitón. No es raro que resulte atacado por otros primates, por ejemplo el chimpancé.

## Subespecies
Se reconocen tres subespecies de Papio cynocephalus:
- Papio cynocephalus cynocephalus
- Papio cynocephalus ibeanus

Las principales diferencias entre las subespecies pueden resumirse en las características siguientes:
- El color del pelaje al nacer: negro en P. c. cynocephalus y blanco en P. c. ibeanus.
- La forma de la cola: el P. c. cynocephalus tiene una cola «suspendida» característica, que se mantiene horizontal hasta un punto y luego «cae» abruptamente. Las otras subespecies presentan una curvatura más suave y constante.
- Tipo de pelaje: la capucha del  P. c. ibeanus tiene el pelaje ondulado en lugar de lacio.

## Distribución geográfica

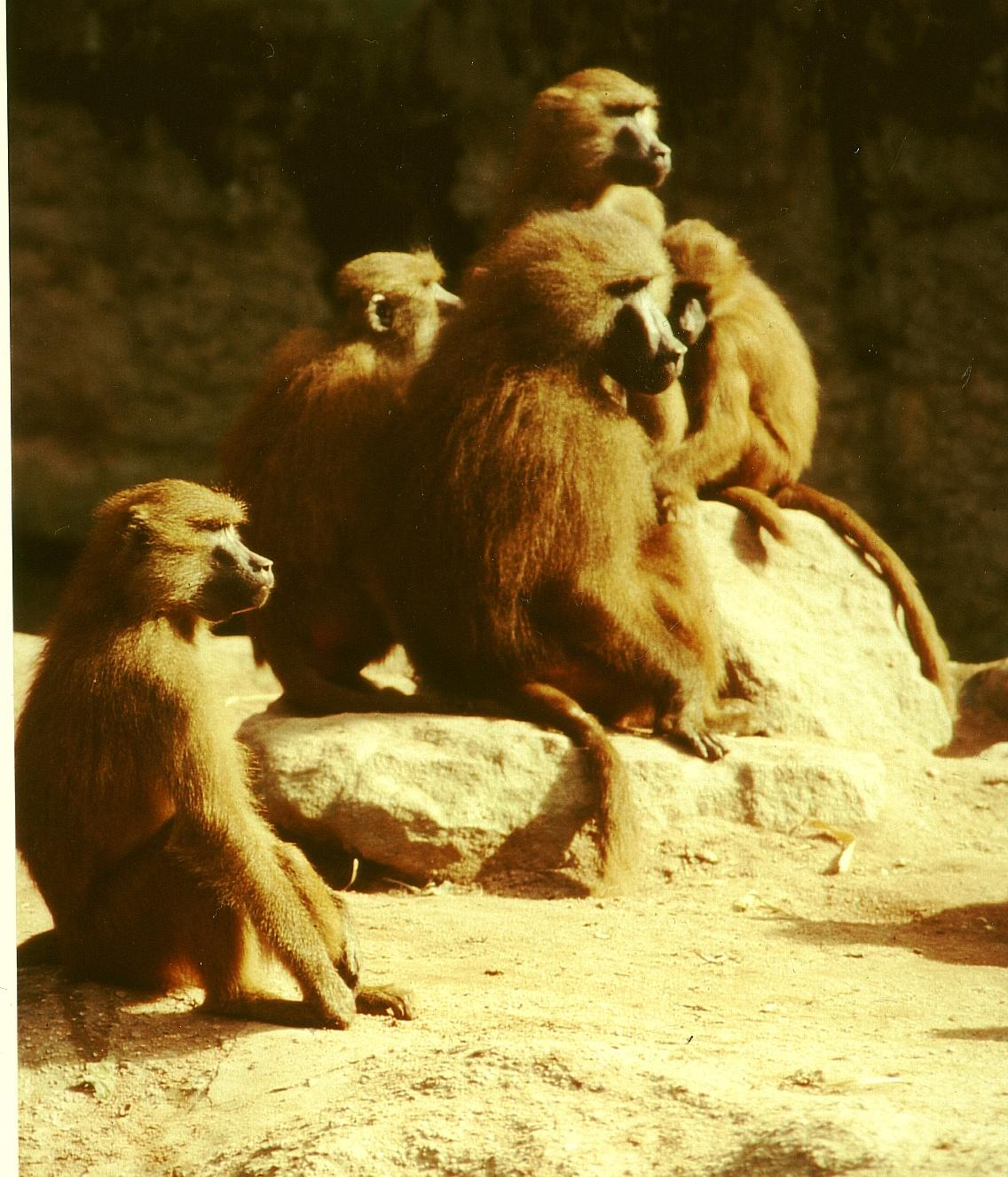
Ejemplares de Papio cynocephalus en el zoológico de Núremberg.

Se han censado poblaciones de P. cynocephalus en Angola, Zambia, Malaui, Zimbabue, Botsuana, Mozambique, Tanzania, Kenia y Somalia.
La subespecie P. c. cynocephalus habita en forma difusa en Zambia, Malaui, Mozambique septentrional y Tanzania. Al Papio c. ibeanus se lo encuentra en Kenia, Somalia meridional y Etiopía.
El área de distribución de la especie se superpone con otras del género Papio, incluyendo diferentes niveles de hibridación. En Zambia y Angola.
P. c. ibeanus se superpone con el Papio anubis dando lugar a híbridos que muestran diversos fenotipos inusuales. 
Una de las teorías evolutivas supone que la cruza entre Papio cynocephalus y Papio anubis en esta región puede haber producido la base genética del P. c. ibeanus.